# 應棐
應棐（1488年—？），字子忠，浙江處州府遂昌縣人，民籍，明朝政治人物。

## 生平
正德五年（1510年）庚午科浙江鄉試第五十七名舉人。正德十六年（1521年）中式辛巳科會試第三百三十三名，登第三甲第九十二名進士。官知县。

## 家族
曾祖應存珽；祖父應世鈱；父應瀾，母朱氏。慈侍下。